# درخت‌ران زیبا
درخت‌ران زیبا (نام علمی: Margarornis bellulus) یک گونه نزدیک تهدید از پرندگان در زیرخانواده Furnariinae از خانواده مرغان تنورساز (Furnariidae) و بومی پاناما است.
درخت‌ران زیبا تک‌نماد است.